# Peter Ingwersen (Autor)
Peter Ingwersen (* 15. Dezember 1885 in Flensburg; † 15. Februar 1958) war Autor, Seminaroberlehrer, Schul- und Oberregierungsrat.

## Leben
Ingwersen war im Ersten Weltkrieg Oberleutnant der Artillerie und danach als Seminaroberlehrer und später als Seminardirektor am Königlich-Preußischen Seminar (heute Ludwig-Meyn-Gymnasium) in Uetersen tätig. Er schrieb heimatliche, pädagogische und literarische Werke und war in der Entwicklung der Lehrerausbildung in Schleswig-Holstein tätig. Schon frühzeitig in der Volksschule wurde Ingwersen die Liebe zur Vaterstadt klar und als treuer Sohn dieser weilte er nach dem Schuldienst an jedem Wochenende in Flensburg und kämpfte dort als Redner für die Erhaltung des Deutschtums in Nordschleswig. Der Verbleib seiner Heimatstadt Flensburg im deutschen Reichsgebiet war vorrangig durch sein Wirken zustande gekommen. Durch seinen Tod 1958 verlor die lokale Geschichte von Schleswig-Holstein eine ihrer führenden Persönlichkeiten.

## Schriften (Auswahl)
- Artikel V des Prager Friedens. Seine Vorgeschichte, Entstehung und Geschichte bis zu seiner Aufhebung. G. Soltau, Flensburg 1918.
- Wie verfasse ich die Geschichte meiner Heimat? Ferdinand Hirt, Breslau 1922.
- Wie wir den Kemmel stürmten … J. Beltz, Langensalza 1926.
- Versuch eines Lehrplans auf landschaftlicher Grundlage für die Oberstufe der Landschule. J. Beltz, Langensalza 1933.
- Der grosse Riss: Ein Abstimmungsroman aus der Nordmark. J. Behr, Berlin-Steglitz 1933.
- Heimatforschung und Schule. In: Die Heimat. Monatsschrift des Vereins zur Pflege der Natur- und Landeskunde in Nordelbingen. Bd. 45 (1935), Heft 1, Januar 1935, S. 5–9 (Digitalisat).
- Bildungsplan auf landschaftlicher Grundlage und im Gesamtunterricht für die Oberstufe der Landschule. J. Beltz, Langensalza 1936.
- Der erste Kampf um Flensburg 1431. J. Beltz, Langensalza 1937 (Heimatgeschichtliche Erzählungen aus Schleswig-Holstein; 3).
- Die Leiden und Sorgen der Lindewittschen Bauern im Amte Hadersleben gegen Ende des 17. Jahrhunderts. In: Die Heimat. Monatsschrift des Vereins zur Pflege der Natur- und Landeskunde in Schleswig-Holstein. Bd. 58 (1951), Nr. 2, Februar 1951, S. 32–36 (Digitalisat).
- Methodisches Handbuch für Heimatforschung. Aufgezeigt am Beispiel Schleswig-Holstein. Arbeitsgemeinschaft für Landes- und Volkstumsforschung, Schleswig 1954 (Gottorfer Schriften zur Landeskunde Schleswig-Holsteins; 3).